# Okręg wyborczy Merton and Morden
Okręg wyborczy Merton and Morden powstał w 1950 r. i wysyłał do brytyjskiej Izby Gmin jednego deputowanego. Okręg obejmował dystrykt miejski Merton and Morden, który jest obecnie częścią London Borough of Merton. Okręg został zniesiony w 1974 r.

## Deputowani do brytyjskiej Izby Gmin z okręgu Merton and Morden
- 1950–1955: Robert Ryder, Partia Konserwatywna
- 1955–1970: Humphrey Atkins, Partia Konserwatywna
- 1970–1974: Janet Fookes, Partia Konserwatywna